# Sainsbury's
J. Sainsbury plc é a empresa-mãe de Sainsbury’s Supermarkets Ltd, comummente conhecida como Sainsbury’s, a terceira maior cadeia de supermercados no Reino-Unido, com uma parte do sector supermercadista británico de 16,5%.
A sede da empresa está no Sainsbury’s Store Support Centre em Holborn Circus, City of London. O grupo tem também interesses nos setores imobiliário e bancário.
A Sainsbury’s foi fundada em 1869 por John James Sainsbury e a esposa dele, Mary Ann Sainsbury (nascida Staples), em Londres, Inglaterra, e desenvolveu-se rapidamente durante a Era Vitoriana. Desenvolveu-se para tornar-se o maior supermercado varejista em 1922, inovador de supermercados varejistas de auto-serviço no Reino-Unido e achou-se em seu apogeu durante os anos 1980. Em 1995, Tesco ultrapassou Sainsbury’s para tornar-se o líder do mercado, e Asda tornou-se o segundo maior em 2003, colocando Sainsbury´s no terceiro lugar.
A fundação Sainsbury family ainda conserva aproximadamente 15% das ações da J Sainsbury plc (a partir de Maio de 2008), através de muitas sociedades fiduciárias. A família reduziu seus investimentos a 35% em 2005. Os acionistas maiores, da família Sainsbury são o Lord Sainsbury of Turville com 5,83% e o Lord Sainsbury of Preston Candover, que controla pouco menos de 3% da empresa, e beneficia de 1,6% do capital incluído acima. Globalmente, o accionista maior é o instrumento de investimento da família real catariana que detém 26,145% da empresa.
Está enumerado na  Bolsa de Valores de Londres e é um componente do [FTSE 100|FTSE 100] Index.

## História

### A era Vitoriana
A Sainsbury’s foi constituída como uma firma comercial em 1869 quando John James Sainsbury e a esposa dele, Mary Ann, abriram uma loja no 173 Drury Lane em Holbom, London. Iniciou como retalhista de alimentos frescos e mais tarde diversificou-se para embalagens de mercadorias tais como o chá e o açúcar. A filosofia comercial, como enunciado na tabela fora da primeira loja dele em Islington, era “Qualidade perfeita, preços mais baixos”.
Foi muito inovador no fato de que as lojas deles, em lugar de dispor de cinco linhas de marca própria como o principal adversário Home and Colonial, ofereciam uma larga gama de linhas exclusivas em comparação. Em vez de poeira de serra no soalho e balcões de madeira, Sainsbury’s estava orgulhoso dos balcões de mármore, chãos em mosaica e paredes de azulejo branco. Mesmo o pessoal tinha um uniforme com aventais brancos. As lojas começaram a ser parecidas, assim as pessoas podiam reconhecê-las em toda Londres, um grande letreiro de ferro “J. SAINSBURY” afixado sobre cada loja, assim as lojas podiam ser vistas das carruagens e dos autocarros, e na parte de trás, as entregas começavam a adicionar comodidades suplementares e incomodar os rivais por causa da popularidade da Sainsbury’s.
Em 1992, J Sainsbury foi incorporada como uma empresa privada, sob o nome da “J. Sainsbury Limited” quando tornou-se o maior grupo de mercearia do Reino Unido.
Nessa altura, cada loja tinha seis seções: leitaria, lardo e presunto, carne de ave e jogo, carne já cozinhada e carne fresca. Mercearias não foram introduzidas antes de 1903 quando John James comprou uma filial de mercearia no 12 Kingsland High Street, Dalston. A entrega à domicílio era promovida em cada loja, pois tinha menos carros nessa época. Os lugares eram escolhidos com cuidado, com uma posição central na galeria de lojas, preferível a uma loja de esquina. Permitiu uma exposição dos produtos maior, que podiam manter-se mais frescos no verão o que era importante já que não tinha refrigeração.
Quando John James Sainsbury morreu em 1928, existia 128 lojas. As últimas palavras dele foram “Mantenham as lojas bem iluminadas”. Foi substituído por seu filho mais velho, John Benjamin Sainsbury, que associou-se com seu irmão em 1915.

### Os anos Entre Guerras e a Segunda Guerra Mundial
Durante os anos 1930 e 1940, com a empresa agora dirigida pelo filho mais velho de John James Sainsbury’s, John Benjamin Sainsbury, a empresa continuou a aperfeiçoar a sua oferta de produtos e manter a sua liderança em termos de concepção das lojas, comodidade e asseio. A empresa adquiriu o Midlands-based Thoroughgoog chain em 1936.
A seguir ao surto da Segunda Guerra Mundial, muitos homens que trabalhavam para Sainsbury’s foram chamados para fazer o serviço militar obrigatório e foram substituídos por mulheres. Dando à Sainsbury’s uma reputação pela sua comida de qualidade a preços justos, a Segunda Guerra Mundial foi um momento difícil para Sainsbury’s porque a maioria dos seus comércios na área de Londres, foram bombardeados ou danificados. O volume de negócios caiu da metade em relação ao nível de antes da guerra. A comida foi racionada, e uma loja em particular, no Este Grinstead, foi tão gravemente danificada na segunda-feira 9 de Julho de 1943, que teve de mudar para a Igreja local como local de
substituição temporário, durante a construção duma outra. Essa loja não foi terminada antes de 1951.
Alan Sainsbury, o neto do fundador, que ganhou o título de Lord no futuro, tornou-se co-diretor executivo da Sainsbury’s em conjunto com o seu irmão, Sir Robert Sainsbury, em 1938 após o seu pai, John Benjamin Sainsbury ter sofrido um pequeno ataque cardíaco.
A seguir ao surto da Segunda Guerra Mundial, muitos homens que trabalhavam para Sainsbury’s foram chamados para fazer o serviço militar obrigatório e foram substituídos por mulheres. Dando à Sainsbury’s uma reputação pela sua comida de qualidade a preços justos, a Segunda Guerra Mundial foi um momento difícil para Sainsbury’s porque a maioria dos seus comércios na área de Londres, foram bombardeados ou danificados. O volume de negócios caiu da metade em relação ao nível de antes da guerra. A comida foi racionada, e uma loja em particular, no Este Grinstead, foi tão gravemente danificada na segunda-feira 9 de Julho de 1943, que teve de mudar para a Igreja local como local de substituição temporário, durante a construção duma outra. Essa loja não foi terminada antes de 1951.

### Pioneiros dos supermercados de auto-serviço
Em 1956, Alan Sainsbury tournou-se Presidente após a morte do pai dele, John Benjamin Sainsbury’s. Durante os anos 1950 e 1960, a empresa Sainsbury’s foi a primeira a implantar os supermercados de auto-serviço no Reino Unido. Em viagem aos Estados-Unidos de América, Alan Sainsbury deu-se conta das vantagens das lojas em auto-serviço, e achou que o futuro de Sainsbury’s era os supermercados de auto-serviço de 10 000 sq ft (930 m²), com eventualmente o bónus suplementar de um estacionamento como comodidade adicional. A primeira filial de auto-serviço aberto em Croydon em 1950. The first self-service branch opened in Croydon in 1950.
Sainsbury’s foi um inovador no desenvolvimento dos produtos da sua própria marca; o objetivo era oferecer produtos que correspondiam a qualidade de produtos de marca nacional mais a um preço mais baixo. Expandiu-se com mais prudência do que Tesco, evitando as aquisições e nunca oferecendo negociações. It expanded more cautiously than Tesco, shunning acquisitions, and it never offered trading stamps.